# Мартиновац
Мартиновац (рум. Martinovăț) је насеље у општини Сикевица, округ Караш-Северен у Румунији. Налази се на надморској висини од 358 м.

## Историја
По "Румунској енциклопедји" место је било једно од 17 заселака Сичевице. Тек 1956. године добило је самосталност.

## Становништво
Према подацима из 2002. године у насељу је живело 24 становника, од којих су сви румунске националности.